# Karl Rudolf von Buol-Schauenstein

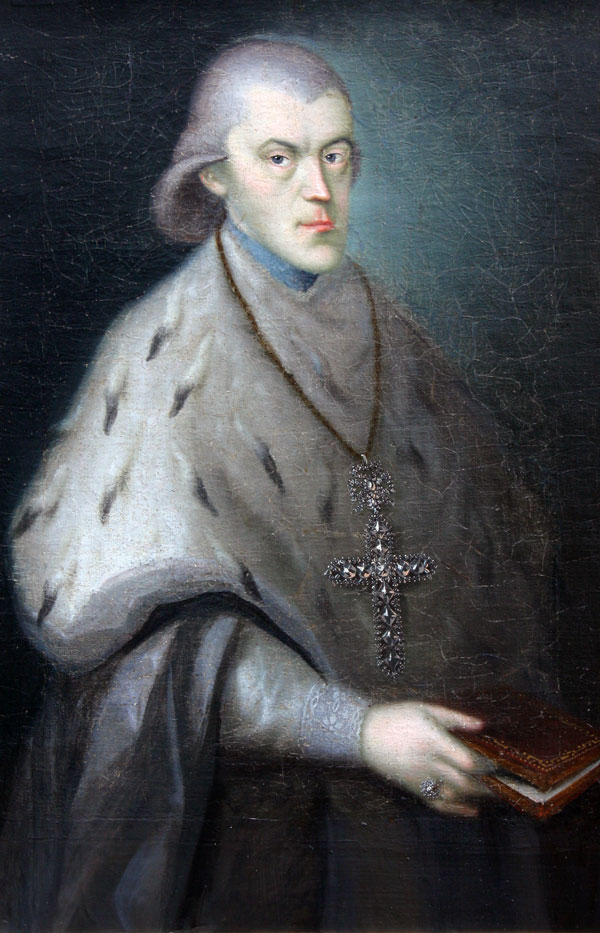
Karl Rudolf von Buol-Schauenstein (1760–1833) Fürstbischof von Chur 1794–1833

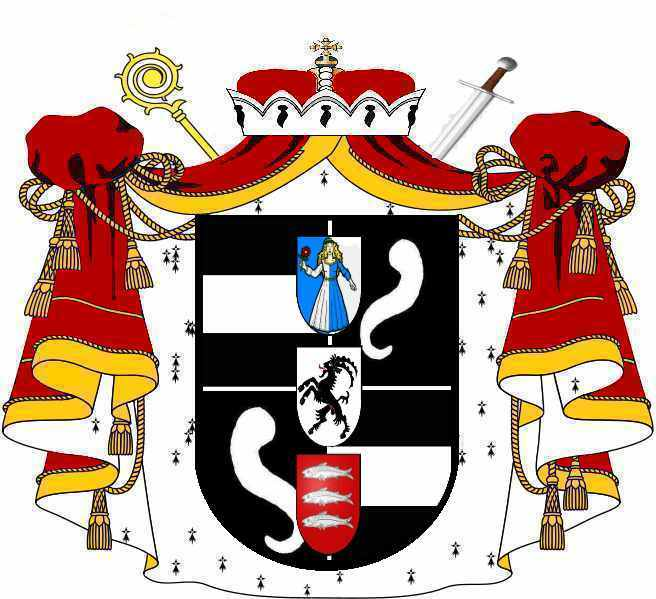
Wappen des Fürstbischofs von Chur

Karl Rudolf von Buol-Schauenstein (* 30. Juni 1760 in Innsbruck, Tirol; † 23. Oktober 1833 in St. Gallen) war seit 1794 römisch-katholischer Bischof des Bistums Chur und ab 1824 auch Bischof des Bistums St. Gallen. Er war der letzte geistliche Reichsfürst.

## Leben
Karl von Buol-Schauensteins Vater, Johann Anton Baptist von Buol-Schauenstein (* 1729, † 1797), dem geistlichen Stand zugewandt, war Domherr zu Chur, nach seinem Austritt war er kaiserlicher Gesandter bei den Drei Bünden, k.u.k. wirklicher Kammerherr und Geheimer Rat. Seine Mutter war Johanna Reichsgräfin von Sarentheim (* 1732, † 7. Oktober 1791), Sternkreuzordensdame von Innsbruck, Tochter des Johann Gottfried David Virgil Graf von Sarnthein (1692–1758) und der Veronica Secunda Gräfin von Thun und Hohenstein (1699–1758). Karl Rudolf besuchte das Gymnasium in Feldkirch, studierte Philosophie an der Universität Innsbruck, wechselte 1778 an das Collegium Germanicum et Hungaricum nach Rom, um 1779 das Studium der Theologie an der Universität in Dillingen an der Donau fortzusetzen. Bereits 1777 erfolgte die Ernennung zum Domherrn und 1781 zum Domkantor in Chur. Die Priesterweihe empfing er am 14. Juni 1783.
Im Alter von 34 Jahren wurde er am 22. Januar 1794 vom Domkapitel in Chur zum Bischof gewählt. Papst Pius VI. bestätigte am 12. September 1794 diese Wahl. Die Bischofsweihe spendete ihm am 5. Oktober desselben Jahres im Dom Mariae Aufnahme in den Himmel und St. Kassian zu Brixen der Fürstbischof von Brixen, Karl Franz von Lodron. 1796 erhielt er als letzter geistlicher Reichsfürst die Regalien von Kaiser Franz II. Unter seiner Amtszeit erfolgte die einschneidendste Umgestaltung in neunhundertjährigen Geschichte des Bistums. Im Reichsdeputationshauptschluss von 1803 wurde das Fürstbistum aufgelöst, die ehemaligen österreichischen Bistumsteile (Vorarlberg, Vinschgau) kamen zu Bayern. Als die bayerische Regierung ihr System staatlicher Kirchenhoheit, insbesondere die Reglementierung der Priesterausbildung und die Besetzung der geistlichen Stellen, auf das neu erworbene Gebiet anwenden wollte, leistete Bischof von Buol zusammen mit den Bischöfen von Brixen und Trient entschiedenen Widerstand; Unterstützung fanden sie auch in dem von den staatlichen Eingriffen betroffenen Klerus. Die Regierung reagierte vorerst mit der Stornierung des bischöflichen Gehalts, zitierte ihn nach Innsbruck und ließ ihn aufgrund seines ungebrochenen Widerstands 1807 des Landes verweisen und nach Graubünden abschieben. Das von Bischof von Buol erst 1801 neu gegründete Priesterseminar in Meran wurde geschlossen. Mit der diözesanen Priesterausbildung begann der Bischof noch 1807 im ehemaligen Prämonstratenserkloster St. Luzi in Chur, das heute noch Priesterseminar der Diözese ist. 1808 verzichtete Buol-Schauenstein gegenüber Papst Pius VII. auf die neuen bayerischen Bistumsteile, die provisorisch den Bistümern Brixen und Trient zugeschlagen wurden.
Karl Rudolf von Buol-Schauenstein wurde verdächtigt, 1809 den Tiroler Volksaufstand unterstützt zu haben, er zog sich bis Ende 1814 nach Solothurn zurück. Als Dank für die Unterstützung verlieh ihm Kaiser Franz II. 1810 die Propstei Vyšehrad bei Prag und die Herrschaft Schüttenitz an der Elbe. Eine Berufung zum Erzbischof von Lemberg schlug Buol jedoch aus.
1819 erhielt das nur noch aus Graubünden und Liechtenstein bestehende Bistum sämtliche Gebiete der Quarten aus dem in Auflösung befindlichen Bistum Konstanz. Während sich der Stand Schwyz 1824 dem Bistum Chur anschloss, führten Verhandlungen mit den übrigen Urkantonen nie zum Erfolg. Uri (ohne Urserntal), Obwalden, Nidwalden, Zürich und Glarus sind bis heute nur provisorisch dem Churer Sprengel zugeordnet. Die Kantone Bern, Luzern, Zug und Solothurn fielen 1828, Thurgau und Aargau 1830 an das Bistum Basel.
Nach der Aufhebung der Fürstabtei St. Gallen im Jahre 1805 wurde vom Heiligen Stuhl 1823 ein Doppelbistum Chur-St. Gallen, mit Sitz eines eigenen Generalvikars errichtet; aufgrund wachsenden Widerstandes jedoch 1847 wieder getrennt und St. Gallen zu einer eigenen Diözese erhoben.
Sein Tod beendete eine ereignisreiche Regierungs- und Amtszeit (Niedergang des Heiligen Römischen Reiches Deutscher Nation, Verlust der weltlichen Macht, Neuordnung der katholischen Bistümer). Er wurde in der Grablege der Bischöfe im südlichen Seitenschiff der Kathedrale „Mariä Himmelfahrt“ in Chur beigesetzt.